# Lena Schramm
Lena Schramm (* 1979 in Berlin) ist eine deutsche Malerin und Objektkünstlerin.

## Leben und Werk
Aufgewachsen in Hamburg St. Pauli, später in Südfrankreich, kam Schramm im Jahr 2000 zurück nach Deutschland und studierte zunächst von 2005 bis 2011 Kunstgeschichte an der Universität Hamburg. Nach einer kuratorischen Ausbildung am Werkbundarchiv – Museum der Dinge in Berlin von 2013 bis 2015 studierte Schramm von 2016 bis 2021 Kunst an der Hochschule für bildende Künste Hamburg bei Werner Büttner und Heike Mutter. 2022 erhielt Lena Schramm einen temporären Lehrauftrag an der Hochschule für bildende Künste Hamburg.
Vielen Malereien und Objekten Schramms liegt der Sammelaspekt zugrunde. Dabei finden die Dinge des täglichen Lebens mitunter auch direkt Eingang in ihre Werke. Der Überführung von zweckgebundenen und meist ‚armen‘ oder gewöhnlichen Materialien ins Feld der freien Kunst gehen oft Überlegungen Schramms zu menschlichen Überlebensstrategien einher, zu existenziell Notwendigem wie auch Überflüssigem.
In der seit dem Jahr 2020 entstandenen konzeptuell angelegten umfangreichen und fortlaufenden Werkserie Ecstasy befasst Schramm sich anhand der gleichnamigen Partydroge (eigentlich MDMA) mit Strategien der Aneignung von Markenlogos und ihrer subversiven Unterwanderung. Dafür hat Schramm fast 600 auf Ecstasy-Tabletten eingeprägte Symbole und Logos in einem Lexikon und in Malereien zusammengetragen. Das Lexikon Ecstasy wurde vom Verlag für moderne Kunst verlegt und von der Galerie Kai Erdmann herausgegeben.
In Lexikon und Werkserie kommt der von Schramm entwickelte Begriff „Alphamoderne“ zum Tragen, der für eine „Kultur der wirtschaftlich Erfolgreichsten“ stehe.
Der Kunsthistoriker Wolfgang Ullrich verglich Schramms Werkserie Ecstasy mit Damien Hirsts Spot-Paintings. Aber anders als die Spot-Paintings Hirsts, die auf pharmazeutische Produkte verwiesen und „den Geist der Moderne, den Glauben an immer größere Perfektion und Reinheit“ verkörperten, zeigten Schramms Bilder illegale Drogen mit ihren Widersprüchen zwischen kapitalistischer Warenästhetik einerseits und dem chemisch ausgelösten Gefühl von Liebe als eine „schmutzige Spielart der Moderne“ andererseits.
Schramm lebt und arbeitet in Hamburg und Berlin.

## Einzelausstellungen (Auswahl)
- 2018: Lena Schramm, André Wnendt. Bright Disease. Benzene, Hamburg.
- 2018: Lena Schramm. Pittura di cose picole. Nomadenoase im 8. Salon, Hamburg.
- 2020: Lena Schramm, Anna Ley. Pi mal Daumen. Kanister, Hamburg.
- 2021: Lena Schramm. Nichts als große Sonnenblumen. Kanister, Hamburg.
- 2021: Lena Schramm. Nerven und Aufbaunahrung. Kanister, Hamburg.
- 2021: Lena Schramm. Niederspannung. Bonbonniere, Offenbach.
- 2021: Lena Schramm. Weltausstellung. R52L, Berlin.
- 2021: Lena Schramm. Erdung. Künstlerhaus Sootbörn [in the box], Hamburg.
- 2021: Lena Schramm. Innenfutter. Chambre Directe, St. Gallen.
- 2022: Lena Schramm. Ecstasy. Galerie Kai Erdmann, Berlin.
- 2022: Lena Schramm. Love to everybody involved. Ecstasy II. 8. Salon, Hamburg.
- 2022: Lena Schramm. Richtfest. Raum für drastische Maßnahmen, Berlin.
- 2022: Lena Schramm, Götz Schramm. No Income Double Kids. Ausst. Kat. Studio West Kunsthalle Darmstadt.
- 2023: Lena Schramm. High Sobriety. Galerie Hanna Bekker vom Rath, Frankfurt.
- 2023: Lena Schramm. Alphamoderne. Nordstern in Kooperation mit Galerie Kai Erdmann, Basel.

## Preise und Stipendien
- 2012: Förderpreis des Vereins der Freunde und Förderer des Kunstgeschichtlichen Seminars der Universität Hamburg
- 2018: Deutschlandstipendium
- 2020: Masterstipendium der Ditze-Stiftung
- 2021: Zukunftsstipendium der Behörde für Kultur und Medien Hamburg
- 2022: Kickstarter Stipendium Neustart Kultur/Stiftung Kunstfond
- 2023: Neustartplus-Stipendium/Stiftung Kunstfond

## Publikationen (Auswahl)
- Hartsiegel. Lena Schramm. Ausstellungskatalog, hrsg. v. Galerie Kai Erdmann, Hamburg 2019.
- Beifang. Künstlerbuch, hrsg. v. Materialverlag der Hochschule für bildende Künste, Hamburg 2020.
- Niederspannung. Lena Schramm. Ausstellungskatalog, hrsg. v. Galerie Kai Erdmann, Hamburg/Berlin/Offenbach 2021.
- Zusatzstoff. Lena Schramm. Ausstellungskatalog, hrsg. v. Galerie Kai Erdmann, Hamburg 2021.
- Lexikon. Band I, Künstlerbuch, Spontaner Selbstverlag, Hamburg/Hoffnungsthal 2021.
- Ecstasy I–XII. Künstlerbuch, hrsg. v. Materialverlag der Hochschule für bildende Künste, Hamburg 2021.
- Innenfutter. Lena Schramm. Ausstellungskatalog, hrsg. v. Galerie Kai Erdmann, Hamburg 2021.
- No Income Double Kids. Lena Schramm mit Götz Sophie Schramm. Ausstellungskatalog, hrsg. v. Galerie Kai Erdmann, Hamburg 2022.
- Ecstasy. Band II · A – 2000. Künstlerbuch, mit Texten von Christoph Nebgen, Ingo Niermann, Adriano Sack, Wolfgang Ullrich und Dr. Thomas Wollheim, Verlag für moderne Kunst, Wien 2022.
- Ecstasy. Lena Schramm. Ausstellungskatalog, hrsg. v. Galerie Kai Erdmann, Hamburg 2022.
- Love to everybody involved. Ecstasy II. Lena Schramm. Ausstellungskatalog, hrsg. v. Galerie Kai Erdmann, Hamburg 2022.
- Kleine Schwemme. Lena Schramm. Ausstellungskatalog, hrsg. v. Galerie Kai Erdmann, Hamburg 2023.